# طواف دبي 2014
طواف دبي 2014 (بالإنجليزية: 2014 Dubai Tour)‏ هو سباق دراجات هوائية أقيم بتاريخ 5 فبراير 2014، تكون السباق من 4 مراحل وامتدّ لمسافة 414. 5 كم بسرعة 43.5 كم/س، استغرق السباق 9 ساعة 31 دقيقة 33 ثانية. فاز به الأمريكي تايلور فيني.

## الترتيب
| م                     | الدرّاج      | البلد            | الزمن                    |
| --------------------- | ----------- | ---------------- | ------------------------ |
| الفائز بالترتيب العام | تايلور فيني | الولايات المتحدة | 9 ساعة 31 دقيقة 33 ثانية |
| أفضل شاب              | تايلور فيني | الولايات المتحدة | -                        |

## روابط خارجية
- طواف دبي 2014 على موقع إحصائيات الدراجات الإحترافية (الإنجليزية)